# Thomas Johansson (regissör)
Thomas Christer Johansson, född 10 december 1946 i Helsingborg, är en svensk regissör, skådespelare, inspelningsledare med mera.

## Filmografi
Regi
- 1980 – Attentatet

Producent
- 1996 – Strutsägg och legender

Inspelningsledare
- 1982 – Ett hjärta av guld

B-ljud
- 1996 – Augustitango

Roller
- 1980 – Attentatet
- 1986 – Gröna gubbar från Y.R.
- 1989 – Russian Terminator